# Xanthorhoe altispex
Xanthorhoe altispex là một loài bướm đêm trong họ Geometridae.